# Мігель Гомес
Мігель Гомес (англ. Miguel Gomez, нар. 20 серпня 1985, Калі, Колумбія) — колумбійсько-американський актор і репер. Гомес перший виконавць, який офіційно підписав контракт з лейблом Jay-Z Roc -La-Familia. Також відомий за ролями Августіна Елізальда та Івана Ортіза у телесеріалах «Штам» і «ФБР: Найбільш розшукувані».

## Біографія
Мігель Гомес народився в Калі, Колумбія, навчався в середній школі Клементс (Шугар Ленд, штат Техас), яку закінчив у 2003 році. У 2005 році він зіграв невелику роль у музичному кліпі на пісню Soul Survivor репера Young Jeezy.
Гомес дебютував на телебаченні в епізоді Маямі комедійного серіалу FX «Луї». Він отримав великий прорив у 2014 році, коли отримав роль Августіна Елізальда в драматичному телесеріалі жахів FX «Штам». Вперше він став відомий кіноглядачам завдяки видатній ролі в боксерській драмі «Шульга» 2015 року.
До акторської діяльності він читав реп під ім'ям Ацтек Ескобар і був першим артистом, який підписав контракт з лейблом Jay Z Roc-La-Familia. Його дебютний альбом повинен був назвати Colombian Necktie, але лейбл було розпущено до виходу альбому. З 2021 по 2022 рік знімався у телесеріалі «ФБР: Найбільш розшукувані» який залишив після третього сезону.

## Фільмографія
| Рік       |   | Українська назва          | Оригінальна назва    | Роль              |
| --------- | - | ------------------------- | -------------------- | ----------------- |
| 2012      | с | Луї                       | Louie                | Рамон             |
| 2012      | ф | Ефект доміно              | The Domino Effect    | Джейк             |
| 2013      | ф | Благослови мене, Ультима  | Bless Me, Ultima     | Юджин             |
| 2014—2017 | с | Штам                      | The Strain           | Августін Елізальд |
| 2015      | ф | Шульга                    | Southpaw             | Мігель Ескобар    |
| 2016      | ф | Кров у воді               | Blood in the Water   | Фрідгуд           |
| 2017      | ф | Меган Ліві                | Megan Leavey         | Гомес             |
| 2017      | с | Посмішка                  | SMILF                | Рафі              |
| 2020      | с | Найкраще в Лос-Анджелесі  | LA's Finest          | Рікі Леон         |
| 2021—2022 | с | ФБР: Найбільш розшукувані | FBI: Most Wanted     | Іван Ортіз        |
| 2023      | с | Ваша компанія             | The Company You Keep | Священик          |

## Дискографія
- 2005: King Of Kings
- 2006: Rise To Power
- 2007: Blood In Blood Out
- 2009: I Swear To God

### Рекламні сингли
| Назва | Рік  | Позиція в чарті | Позиція в чарті | альбом |
| Назва | Рік  | US              | US R&B          | альбом |
| --- | ---- | --------------- | --------------- | ------ |
| "Draped Up" (remix) (Bun B featuring Lil Keke, Slim Thug, Chamillionaire, Пол Волл, Майк Джонс, Aztek, Lil' Flip and Z-Ro) | 2007 | —               | 45              | Trill  |